# Liste von Kraftwerken in Finnland
Die Kraftwerke in Finnland werden sowohl auf einer Karte als auch in Tabellen (mit Kennzahlen) dargestellt.

## Installierte Leistung und Jahreserzeugung
Laut CIA verfügte Finnland im Jahr 2020 über eine (geschätzte) installierte Leistung von 20,418 GW; der Stromverbrauch lag bei 79,356 Mrd. kWh. Der Elektrifizierungsgrad lag 2020 bei 100 %. Finnland war 2020 ein Nettoimporteur von Elektrizität; es exportierte 6,666 Mrd. kWh und importierte 21,615 Mrd. kWh.
Laut der Energy Information Administration (EIA) stieg die installierte Leistung von 11 GW im Jahr 1980 auf 21 GW im Jahr 2021; die Jahreserzeugung stieg von 39 Mrd. kWh im Jahr 1980 auf 70 Mrd. kWh im Jahr 2021.
Installierte Leistung (in GW). Quelle: EIA
Jahreserzeugung (in Mrd. kWh). Quelle: EIA

## Karte
| Hanasaari |

| Imatra |

| Inkoo |

| Isohaara |

| Kristiina |

| Loviisa |

| Martinlaakso |

| Meri-Pori |

| Mussalo |

| Naantali |

| Olkiluoto |

| Ossauskoski |

| Petäjäskoski |

| Pirttikoski |

| Pyhäkoski |

| Salm |

| Seitakorva |

| Tahkoluoto |

| Taivalkoski |

| Valajaskoski |

| Vantt |

| Vaskiluoto |

| Vuosa |

## Kernkraftwerke
Mit Stand Juni 2023 werden in Finnland an 2 Standorten 5 Reaktorblöcke mit einer installierten Nettoleistung von zusammen 4394 MW betrieben. Der erste kommerziell genutzte Reaktorblock ging 1977 in Betrieb.
In Finnland wurden 2011 in Kernkraftwerken insgesamt 22,3 Mrd. kWh (Netto) erzeugt; damit hatte die Kernenergie einen Anteil von 32 Prozent an der Gesamtstromerzeugung. Im Jahr 2022 wurden 24,221 Mrd. kWh erzeugt; damit betrug ihr Anteil 35 Prozent an der Gesamtstromerzeugung.
| Name      | Block | Reaktortyp | Modell     | Status     | Netto- leistung in MWe (Design) | Brutto- leistung in MWe | Therm. Leistung in MWt | Baubeginn  | Erste Kritikalität | Erste Netzsyn- chronisation | Kommer- zieller Betrieb | Abschal- tung | Einspeisung in TWh |
| --------- | ----- | ---------- | ---------- | ---------- | ------------------------------- | ----------------------- | ---------------------- | ---------- | ------------------ | --------------------------- | ----------------------- | ------------- | ------------------ |
| Loviisa   | 1     | PWR        | VVER V-213 | In Betrieb | 507 (420)                       | 531                     | 1500                   | 01.05.1971 | 21.01.1977         | 08.02.1977                  | 09.05.1977              | –             | 165,63             |
| Loviisa   | 2     | PWR        | VVER V-213 | In Betrieb | 507 (420)                       | 531                     | 1500                   | 01.08.1972 | 17.10.1980         | 04.11.1980                  | 05.01.1981              | –             | 156,18             |
| Olkiluoto | 1     | BWR        | AA-III     | In Betrieb | 890 (660)                       | 920                     | 2500                   | 01.02.1974 | 21.07.1978         | 02.09.1978                  | 10.10.1979              | –             | 281,43             |
| Olkiluoto | 2     | BWR        | AA-III     | In Betrieb | 890 (660)                       | 920                     | 2500                   | 01.11.1975 | 13.10.1979         | 18.02.1980                  | 10.07.1982              | –             | 272,09             |
| Olkiluoto | 3     | PWR        | EPR        | In Betrieb | 1600                            | 1720                    | 4300                   | 12.08.2005 | 21.12.2021         | 12.03.2022                  | 16.04.2023              | –             | 1,89               |

1. 1 2  AA-III, BWR-2500

## Wärmekraftwerke
| Name         | Block   | Inst. Leistung (MW) | Typ / Brennstoff | Status      | Anmerkung                    |
| ------------ | ------- | ------------------- | ---------------- | ----------- | ---------------------------- |
| Hanasaari    | 1       | 220                 | Kohle            | Stillgelegt | Stillgelegt am 1. April 2023 |
| Inkoo        | 1 bis 4 | 1.000               | Kohle            | Stillgelegt | 4 × 250 MW                   |
| Kristiina    | 1 bis 2 | 452                 | Kohle            | Stillgelegt |                              |
| Martinlaakso | 1       | 195                 | Kohle            | in Betrieb  |                              |
| Meri-Pori    | 1       | 565                 | Kohle            | in Betrieb  |                              |
| Mussalo      | 1 bis 2 | 313                 | Kohle            | in Betrieb  | 1 × 75 MW; 1 × 238 MW        |
| Naantali     | 1 bis 2 | 250                 | Kohle            | Stillgelegt | Stillgelegt 2020             |
| Naantali     | 3 bis 4 | 275                 | Kohle            | in Betrieb  | 1 × 125 MW; 1 × 150 MW       |
| Salmisaari   | 1       | 160                 | Kohle            | in Betrieb  |                              |
| Tahkoluoto   | 1       | 235                 | Kohle            | Stillgelegt |                              |
| Vaskiluoto   | 1       | 390                 | Kohle            | in Betrieb  |                              |
| Vuosaari     |         | 630                 | Erdgas           | in Betrieb  |                              |

1. 1 2 3  Es handelt sich um ein Heizkraftwerk.

## Wasserkraftwerke
In Finnland gibt es zahlreiche Wasserkraftwerke. In der Tabelle sind die nach installierter Leistung 10 größten Wasserkraftwerke aufgeführt.
| Name          | Anz. Turb. | Inst. Leistung (MW) | Fluss    | Status     | Anmerkung |
| ------------- | ---------- | ------------------- | -------- | ---------- | --------- |
| Imatra        |            | 178                 | Vuoksi   | in Betrieb |           |
| Isohaara      |            | 113                 | Kemijoki | in Betrieb |           |
| Ossauskoski   |            | 124                 | Kemijoki | in Betrieb |           |
| Petäjäskoski  |            | 182                 | Kemijoki | in Betrieb |           |
| Pirttikoski   |            | 152                 | Kemijoki | in Betrieb |           |
| Pyhäkoski     |            | 149                 | Oulujoki | in Betrieb |           |
| Seitakorva    |            | 144                 | Kemijoki | in Betrieb |           |
| Taivalkoski   |            | 133                 | Kemijoki | in Betrieb |           |
| Valajaskoski  |            | 101                 | Kemijoki | in Betrieb |           |
| Vanttauskoski |            | 95                  | Kemijoki | in Betrieb |           |

## Windenergieanlagen
Ende 2024 waren in Finnland Windkraftanlagen (WKA) mit einer installierten Leistung von 8357 MW in Betrieb, davon 71 MW offshore. 2024 lieferten sie 24 % des finnischen Strombedarfs (2023: 18 %).